# Jungmun-dong
Jungmun-dong (koreanska: 중문동)  är en stadsdel i staden Seogwipo i provinsen Jeju i den södra delen av Sydkorea, 500 km söder om huvudstaden Seoul. Jungmung-dong ligger på södra delen av ön Jeju.